# Catherine Spaak
Catherine Spaak (ur. 3 kwietnia 1945 w Boulogne-Billancourt, zm. 17 kwietnia 2022 w Rzymie) – francuska i włoska aktorka i piosenkarka belgijskiego pochodzenia, córka scenarzysty Charles’a Spaaka, naturalizowana Włoszka (miała obywatelstwo francuskie i włoskie).
W latach 60. i 70. była popularną odtwórczynią ról komediowych w filmach włoskich, realizowanych przez najbardziej znanych reżyserów, takich jak: Alberto Lattuada, Damiano Damiani, Mario Monicelli czy Dino Risi. Od lat 80. znana również jako prezenterka telewizyjna.

## Życiorys i kariera artystyczna
Catherine Spaak urodziła się 3 kwietnia 1945 roku w Boulogne-Billancourt w belgijskiej rodzinie artystów: jej ojciec, Charles Spaak, był scenarzystą filmowym, zaś matka, Claudie Clèves – aktorką; aktorką jest również jej siostra, Agnès. Jej wuj, Paul-Henri był przez kilka kadencji premierem Belgii.
W 1960 roku Catherine Spaak przeprowadziła się do Włoch. Po zagraniu niewielkiej roli w filmie Le trou Jacques’a Beckera, w 1960 roku zadebiutowała we Włoszech w filmie Alberta Lattuady I dolci inganni, kreując stereotyp nastolatki bez skrupułów. Podobną postać kreowała w licznych filmach, w których grała w pierwszej połowie lat 60., takich jak Diciottenni al sole, Il sorpasso, La noia, La calda vita, La parmigiana, La bugiarda i La voglia matta. Na ich planie zdjęciowym poznała Fabrizia Capucciego, za którego wyszła w 1963 roku i z którego to związku urodziła się Sabrina, aktorka teatralna.
W tym samym czasie rozpoczęła we Włoszech karierę piosenkarską. W 1962 roku wytwórnia Ricordi wydała jej debiutancki singiel, „Perdono”, a w 1963 – debiutancką płytę długogrającą, zatytułowaną jej imieniem i nazwiskiem.
W 1964 roku otrzymała Targa d’oro na David di Donatello. Kontynuowała we Włoszech współpracę z najbardziej znanymi autorami i reżyserami, stając się stałą odtwórczynią ról komediowych (Armia Brancaleone, Adulterio all’Italiana, La matriarca, Certo, certissimo... anzi probabile).
Później porzuciła typ filmowej „lolitki”, by zagrać w komediach o bardziej gorzkim i sarkastycznym zabarwieniu, takich jak Adulterio all’Italiana (1966, reż. Pasquale Festa Campanile). W 1968 roku pod kierunkiem Antonello Falqui zagrała w La vedova allegra, musicalu telewizyjnym będącym adaptacją operetki o tym samym tytule. W partiach śpiewanych dubbingowała ją Lucia Mannucci z Quartetto Cetra, a jej partnerem był Johnny Dorelli. Pomiędzy nimi narodziła się więź uczuciowa, która następnie doprowadziła ich do zawarcia związku małżeńskiego (1972–1978), z którego urodził się syn, Giorgio Guidi. Filmy z lat 60. i 70., w których grała Catherine Spaak, zwróciły na nią uwagę publiczności i sprawiły, że stała się wzorem do naśladowania dla ówczesnych dziewcząt.
Pod koniec lat 70. zaczęła pracować jako dziennikarka dla Corriere della Sera, Mattino di Napoli oraz dla magazynów Anna, Moda i TV Sorrisi e Canzoni. Stopniowo ograniczała swoją działalność filmową. W sezonie 1978–1979 występowała w roli Rossany w komedii muzycznej Cyrano (napisanej przez Riccarda Pazzaglię i Domenica Modugna), w reżyserii Daniele D’Anza.
Po kilku latach nieobecności w kinie powróciła do życia publicznego jako dziennikarka i prezenterka telewizyjna: w sieci Mediaset w 1985 roku zainaugurowała program Forum, który był wówczas prezentowany przez Ritę Dalla Chiesę. Od 1987 roku przez ponad 15 lat prowadziła w Rai 3 talk-show Harem. Gościła w tym czasie, między innymi, aktorki Catherine Deneuve i Rossellę Falk oraz pisarkę Helgę Schneider.
W 2002 roku rozpoczęła w kanale La7 prowadzenie Il sogno dell'angelo, programu poświęconego zjawiskom paranormalnym.
W latach 1993–2010 była żoną architekta Daniela Reya, a w 2013 roku wyszła ponownie za mąż za Vladimira Tusellego.
Od 26 stycznia 2015 roku była jedną z uczestniczek dziesiątej edycji reality show, L’isola dei famosi, emitowanego przez Canale 5 i prowadzonego przez Alessię Marcuzzi.
Wraz z Brigitte Bardot wystosowała apel do José Barroso o ustanowienie Europejskiego Dnia Wegetarianizmu.
We wrześniu 2020 roku Catherine Spaak została zaproszona do programu Storie Italiane, prowadzonego na Rai 1 przez Eleonorę Daniele, aby zaprezentować swój nowy film, La vacanza. W trakcie rozmowy ujawniła, że pół roku wcześniej miała wylew krwi do mózgu, a później napady padaczkowe z powodu blizn. Aktorka dodała: „Nie przyjechałam tu tylko po to, żeby rozmawiać o moim filmie. Chcę przekazać ludziom wiadomość, że jeśli jesteśmy chorzy, to nie musimy się wstydzić. Nie straciłam hartu ducha i odwagi. Mówię wszystkim, że idę do przodu”.

## Działalność pisarska
W 1982 roku wydała swoją pierwszą książkę "26 donne", po której ukazała się autobiografia "Da me". (1992) oraz powieści "Un cuore perso" (1995) i "Oltre il cielo" (1996).

## Filmografia

### Kinowa

Catherine Spaak w filmie La noia (1963)

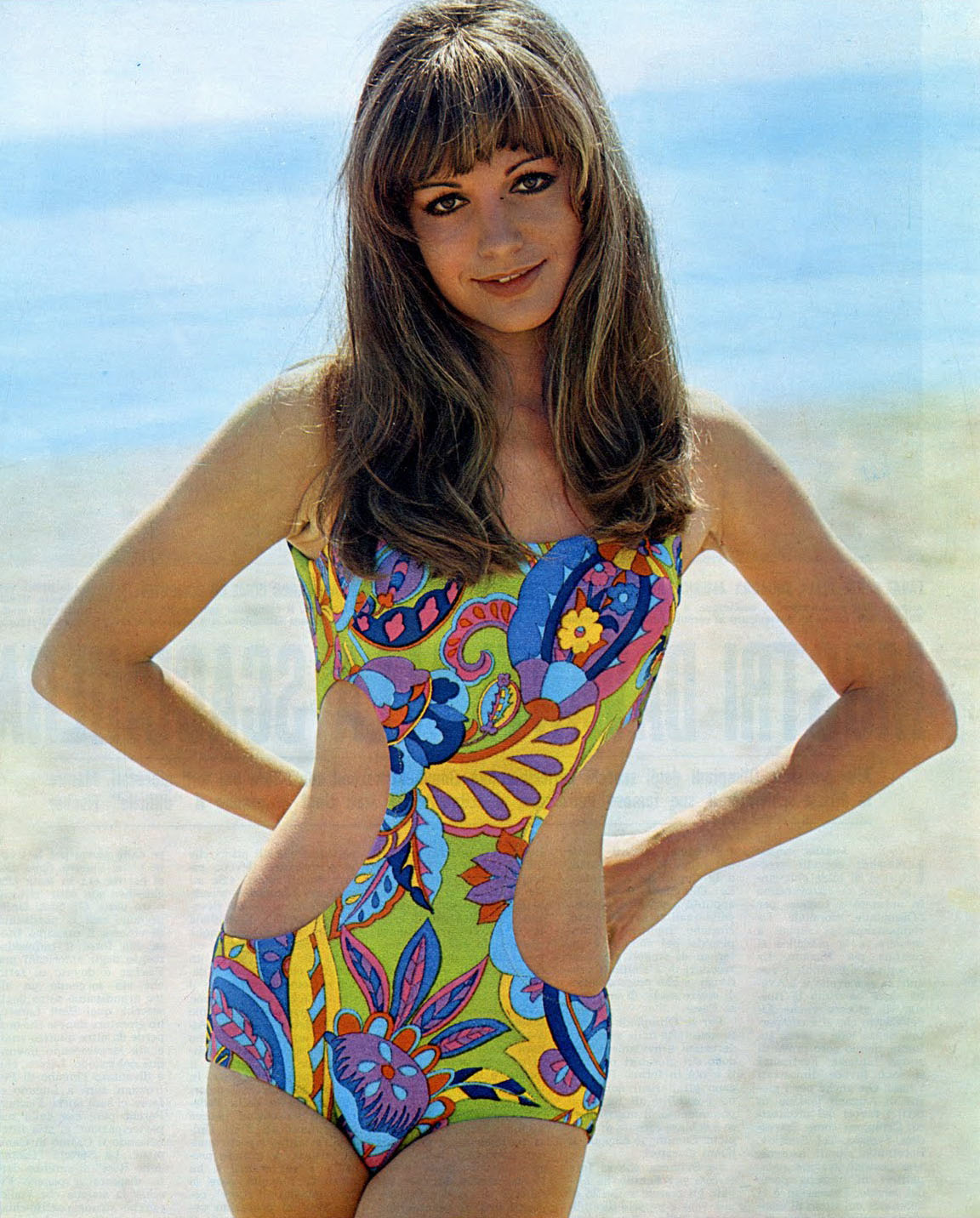
Catherine Spaak (1968)

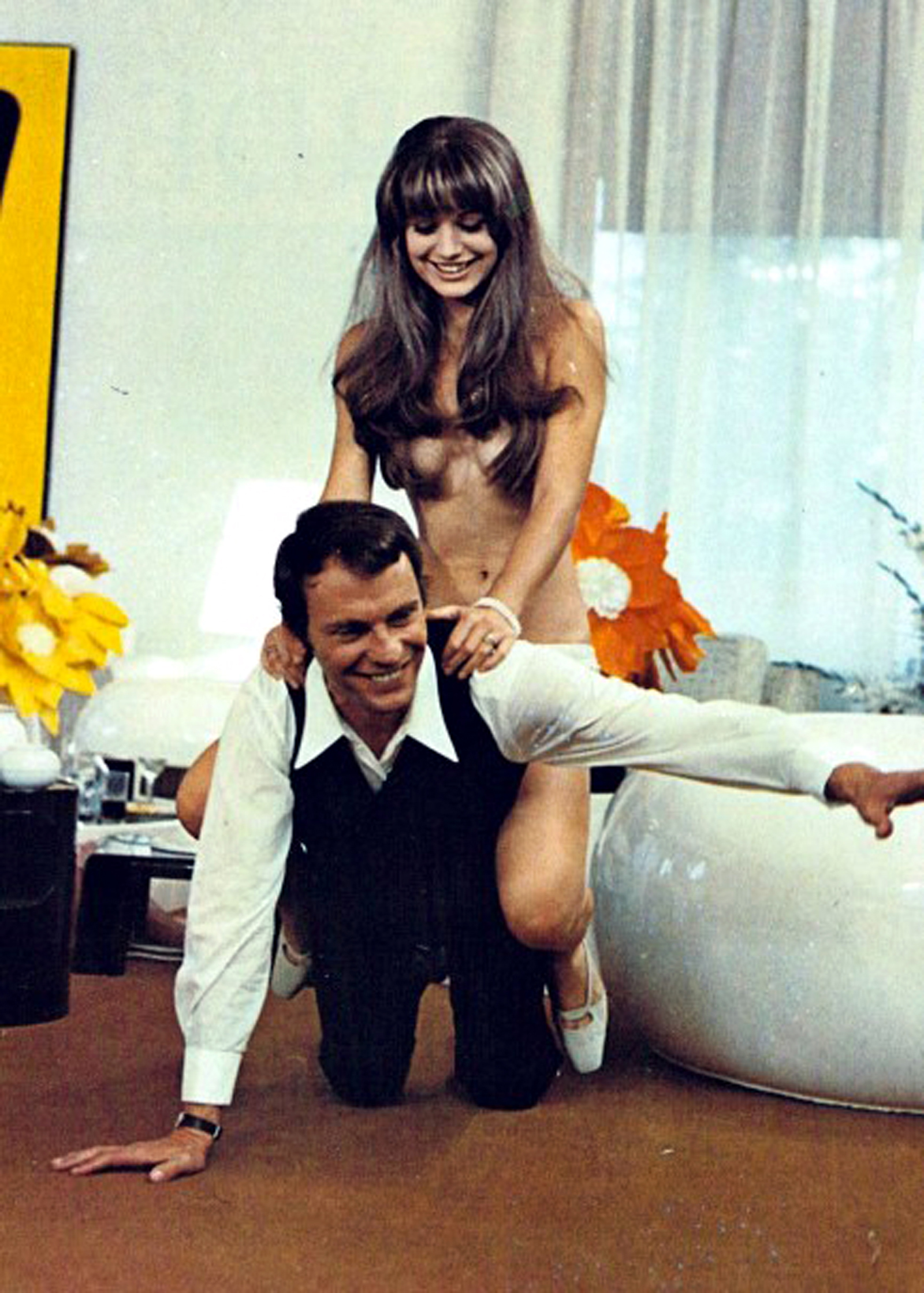
Catherine Spaak i Jean-Louis Trintignant w filmie La matriarca (1968)

Lista na podstawie IMDb oraz Film Italia:
- Dziura, reż. Jacques Becker (1960)
- Dolci inganni, reż. Alberto Lattuada (1960)
- Il carro armato dell'8 settembre, reż. Gianni Puccini (1960)
- Le puits aux trois vérités, reż. François Villiers (1961)
- La voglia matta, reż. Luciano Salce (1962)
- Diciottenni al sole, reż. Camillo Mastrocinque (1962)
- Il sorpasso, reż. Dino Risi (1962)
- La calda vita, reż. Florestano Vancini (1963)
- Le monachine, reż. Luciano Salce (1963)
- La noia, reż. Damiano Damiani (1963)
- La parmigiana, reż. Antonio Pietrangeli (1963)
- Le donne, episod L'amore difficile, reż. Sergio Sollima (1963)
- 3 notti d’amore, reż. Renato Castellani, Luigi Comencini i Franco Rossi (1964)
- La ronde, reż. Roger Vadim (1964)
- Weekend w Zuydcoote, reż. Henri Verneuil (1964)
- L’uomo dei 5 palloni, epizod Oggi, domani, dopodomani, reż. Marco Ferreri (1965)
- La bugiarda, reż. Luigi Comencini (1965)
- Made in Italy, reż. Nanni Loy (1965)
- Il marito è mio e l'ammazzo quando mi pare, reż. Pasquale Festa Campanile (1966)
- Madamigella di Maupin, reż. Mauro Bolognini (1966)
- Non faccio la guerra, faccio l'amore, reż. Franco Rossi (1966)
- Adulterio all’Italiana, reż. Pasquale Festa Campanile (1966)
- Armia Brancaleone, reż. Mario Monicelli (1966)
- Hotel, reż. Richard Quine (1967)
- Una ragazza piuttosto complicata, reż. Damiano Damiani (1968)
- La notte è fatta per... rubare, reż. Giorgio Capitani (1968)
- La matriarca, reż. Pasquale Festa Campanile (1968)
- This Must Be Belgium, reż. Mel Stuart (1969)
- Certo, certissimo, anzi... probabile, reż. Marcello Fondato (1969)
- Con quale amore, con quanto amore, reż. Pasquale Festa Campanile (1970)
- Il gatto a nove code, reż. Dario Argento (1971)
- La schiava io ce l'ho e tu no, reż. Giorgio Capitani (1972)
- Un uomo dalla pelle dura, reż. Franco Prosperi (1972)
- Causa di divorzio, reż. Marcello Fondato (1972)
- Un meurtre est un meurtre, reż. Étienne Périer (1972)
- Cari genitori, reż. Enrico Maria Salerno (1973)
- Storia di una monaca di clausura, reż. Domenico Paolella (1973)
- La via dei babbuini, reż. Luigi Magni (1974)
- Los pájaros de Baden-Baden, reż. Mario Camus (1975)
- La parola di un fuorilegge... è legge!, reż. Antonio Margheriti (1975)
- Febbre da cavallo, reż. Steno (1976)
- Bruciati da cocente passione, reż. Giorgio Capitani (1976)
- Per vivere meglio, divertitevi con noi, epizod Il teorema gregoriano, reż. Flavio Mogherini (1978)
- Io e Caterina, reż. Alberto Sordi (1980)
- Rag. Arturo De Fanti, bancario precario, reż. Luciano Salce (1980)
- Il carnet di Armando, epizod I seduttori della domenica, reż. Dino Risi (1980)
- Miele di donna, Gianfranco Angelucci (1981)
- Claretta, reż. Pasquale Squitieri (1984)
- Scandalo segreto, reż. Monica Vitti (1989)
- Tandem, reż. Lucio Pellegrini (2000)
- Joy - Scherzi di gioia, reż. Adriano Wajskol (2002)
- Promessa d’amore, reż. Ugo Fabrizio Giordani (2004)
- Te lo leggo negli occhi, reż. Valia Santella (2004)
- Dalla parte giusta, reż. Roberto Leoni (2005)
- L’uomo privato, reż. Emidio Greco (2007)
- Alice, reż. Oreste Crisostomi (2010)
- I più grandi di tutti, reż. Carlo Virzì (2012)
- Ti sposo ma non troppo, reż. Gabriele Pignotta (2014)
- La vacanza, reż. Enrico Iannaccone (2019)

### Telewizyjna
Lista na podstawie IMDb:
- La vedova allegra (1968, film TV)
- La gatta (1978, miniserial TV)
- Racconti di fantascienza (1979, serial TV)
- Fosca (1981, film TV)
- Freddo da morire (1982, film TV)
- La martingal (1983, film TV)
- Benedetta e company (1983, film TV)
- Ophiria (1983, miniserial TV)
- Un seul être vous manque (1984, serial TV)
- Affari di famiglia (1986, film TV)
- Cinéma 16 (1986, serial TV)
- Le rire de Caïn (1986, miniserial TV)
- La voglia di vincere (1987, miniserial TV)
- L'ingranaggio (1987, film TV)
- Sei delitti per padre Brown (1988, miniserial TV)
- E non se ne vogliono andare! (1988, film TV)
- E se poi se ne vanno? (1989, film TV)
- Une famille formidable (1993, serial TV)
- Il ritorno del piccolo Lord (2000, film TV)
- Questa è la mia terra (2006, serial TV)
- Zen (2011, miniserial TV)
- Mistery! (2011, serial TV)
- Un medico in famiglia (2013, serial TV)

## Programy telewizyjne
- Linea Verde (1981)[13]
- Forum (Mediaset, 1985–1988)[3][13]
- Harem (Rai 3, 1987–2002)[8]
- Pascià (Rai 3, 1996)[14]
- Il sogno dell'angelo (LA7)[9]
- Destini: quando la vita è romanzo (Rete 4, 2004)[13]
- Ballando con le stelle (2007)[11]
- Si può fare! (Rai 1, 2014)[15]
- L’isola dei famosi 10 (2015)[4]

## Teatr

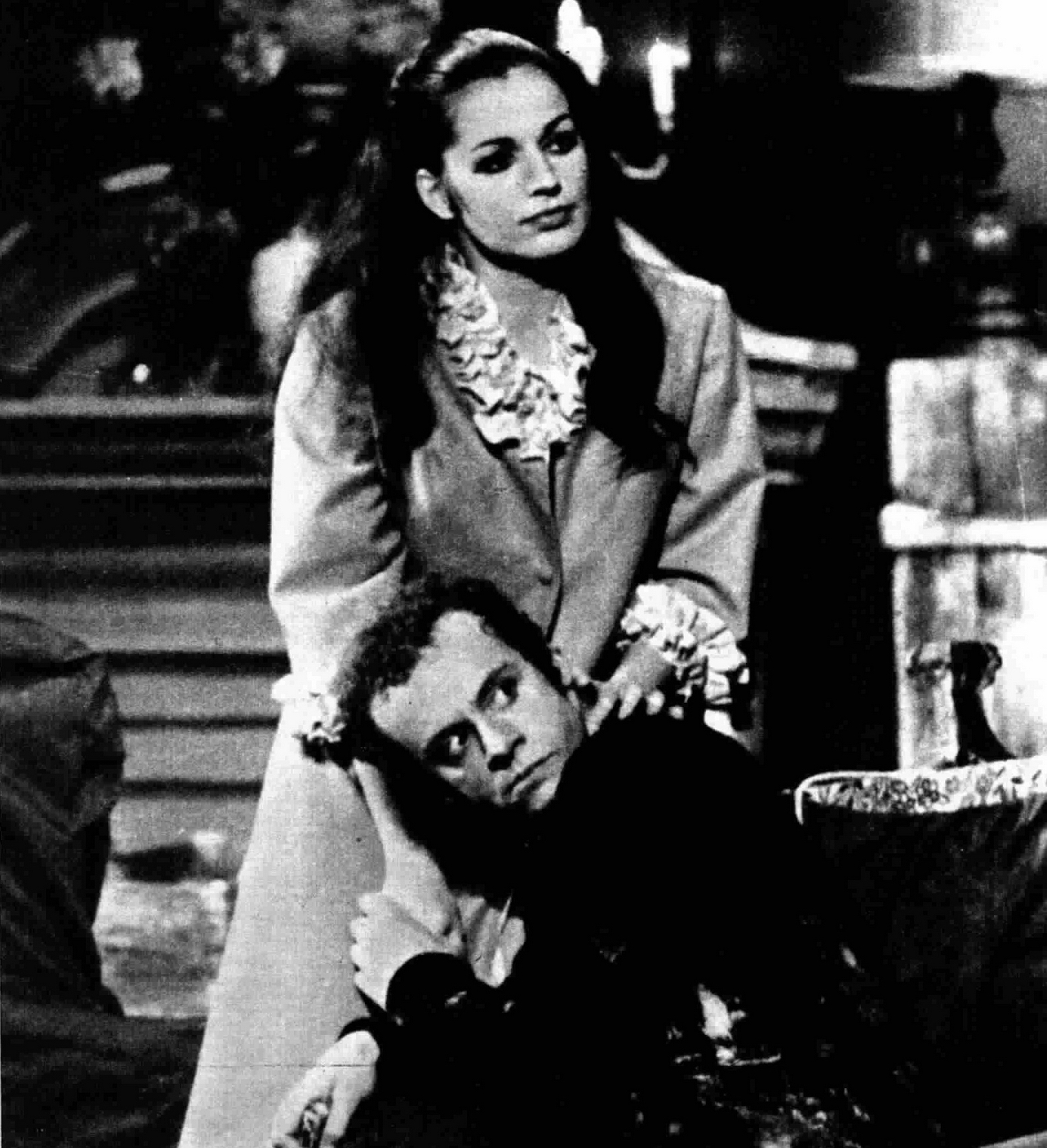
Catherine Spaak i Johnny Dorelli na scenie Teatro Nazionale, Reggio Emilia (1971)

Lista na podstawie strony domowej artystki (lata 1969–2009):  
- Aspettando Jo (1969)
- Promesse, promesse (1971)
- Cyrano (1980)
- L’uomo del destino 2002)
- La capra (2004)
- Storie Parallele Edith Piaf (2006)
- Soirée Debussy (2007)
- Vivien Leigh (2008)
- Il piccolo principe (2009)
- Racconti dal faro (2013)[17]
- Colette, donna straordinaria (2017)[18]
- Il segreto di Hanna (2019)[19]

## Dyskografia – albumy studyjne
Lista na podstawie Discogs:
- 1963 – Catherine Spaak
- 1964 – Noi siamo i giovani
- 1970 – Promesse... promesse ... (z Johnnym Dorellim)
- 1973 – Toi et moi (z Johnnym Dorellim)
- 1976 – Catherine Spaak
- 1978 – Cyrano (z Domenikiem Modugno)
- La nostra primavera (wydany w Brazylii, rok nieznany)

## Nagrody
- David di Donatello 1964: Targa d’oro, La noia (Pustka), reż. Damiano Damiani